# Luigi Alpago-Novello
Luigi Alpago-Novello (Belluno, 14 maggio 1854 – Belluno, 27 giugno 1943) è stato un medico, letterato e storico italiano.

## Biografia
Nel 1876, a 22 anni, Luigi viene spedito a portare la «croce di medico nel Calvario di una condotta rurale», a Cison di Valmarino, in frontiera contro maghi, mammane, tiraossi, guaritori. Uno di quei «Comuni caduti miseramente in balia di Don Rodrighi», parte di quella «Italia putrefatta fin alle midolla», come gli scrive il collega e amico Cesare Lombroso, dove «non si riesce se non a spese della propria vita a rompere la fitta rete di pregiudizi e di mediocrità».
Turbato e incredulo del mondo barbaro che lo circonda, a 25 anni Luigi annota: «Se si ammala un bovino la famiglia si butta nella massima disperazione, corre dal veterinario (se la cura è gratuita) o da un empirico ed eseguisce tutte le operazioni appuntino; qualche cuore più sensibile se ne accora tanto da ammalarsi e da far chiamare il medico perché la gran passione provata gli ha tirato addosso una malattia. Spesse volte si percorrono molti chilometri per chiamare il veterinario affinché venga a visitare un vitello che ha poca voglia di mangiare; si lasciano invece ammalarsi e morire i bambini senza far appello al medico o senza per lo meno eseguire le di lui prescrizioni. Un contadino disceso da una montagna per consultarsi collo scrivente a proposito di un suo figliolo infermo, fattasi fare una ricetta, andò da un negozio vicino a comperare dei chiodi per inchiodare la bara al figliuolo nel caso che gli venisse a morte, senza dover essere per questo costretto a ridiscendere dal suo monte».
La denuncia fatta da Luigi, passando attraverso descrizioni impietose, è solo la premessa a un suo importante, e in parte riuscito, tentativo di mettere le mani in questa miseria. Ed è questa la sua forza di medico, nel tentattivo di educare i contadini, di istruirli. La sua battaglia principale è quella contro la pellagra. All'epoca erano ancora due le tesi sull'origine di questa malattia: se per Filippo Lussana la causa è la monoalimentazione da mais, per Cesare Lombroso è dovuta alla presenza di particolari muffe nell'alimento. Luigi sposa in parte entrambe le tesi, dando la prevalenza a quella di Lombroso. Nel manuale Il granoturco e la pellagra, prima pubblicato a puntate sul giornale Il Contadino e poi riunito e stampato nel 1883 con il concorso del mInistero dell'Agricoltura, pensa ai contadini e alla prevenzione, sostenendo l'ipotesi del danno apportato dal granoturco immaturo e guasto, ma consiglia caldamente di integrare la dieta della popolazione agricola con proteine, anche semplicemente latticini se la carne fosse introvabile.
Se le sue battaglie contro miseria, ignoranza e superstizione possono considerarsi un necessario costo professionale, meno scontato è il fronte ostile delle autorità, che non gli consentono di gestire al meglio il proprio ruolo. «Se il governo anzitutto e poi le altre autorità non vogliono, e fortemente non vogliono, gli studi e le esortazioni dei medici saranno sempre lettera morta e la pellagra continuerà sempre più in larga scala la sua opera atroce, mietitrice di vite!». Le autorità che «fortemente non vogliono» tanto faranno, fino a spingerlo ad andarsene da Cison.
La "resistenza" di Luigi come medico di frontiera dura fino all'estate del 1884, quando trentenne si trasferisce a Onigo di Pederobba. Studia, nel frattempo, ottenendo l'idoneità di primario ospedaliero, e a soli 32 anni è direttore del manicomio provinciale. Affrontati i mali del mondo fin dalla giovinezza cisonese, rientrato nel bellunese vivrà anche la seconda parte della sua vita in modo pieno e impegnato: scrittore insaziabile, sindaco di Trichiana, commissario prefettizio durante la Prima Guerra per i comuni della sinistra Piave, fondatore dell'Archivio Storico di Belluno, Feltre e Cadore. Fra i moltissimi suoi scritti, fra storia, medicina e psichiatria, quello presentato nel 1885 alla società di scienze mediche di Treviso, intitolato Pregiudizi popolari medici nelle nostre condotte, è dedicato agli amici di Cison.
Luigi si sposa con Amelia Valduga e ha due figli, Matilde e Alberto Alpago-Novello.